# Enrico Alleva
Enrico Alleva (Roma, 16 agosto 1953) è un etologo italiano.

## Biografia
Laureato in scienze biologiche nel 1975, approfondisce gli studi in etologia alla Scuola Normale di Pisa e in diverse istituzioni universitarie e di ricerca. 
Ha fondato e diretto il Centro di Riferimento per le Scienze Comportamentali e la Salute Mentale – Centro SCIC, presso l’Istituto Superiore di Sanità. Dal 1990 al 2016 ha diretto il Reparto di Neuroscienze comportamentali, continuazione istituzionale del Laboratorio di Psicobiologia fondato dal Premio Nobel Daniel Bovet. Ha collaborato a lungo con Rita Levi Montalcini anche occupandosi del ruolo del Nerve Growth Factor nelle regolazioni sociali di stress di topi, di paracadutisti e di altre specie animali. Accademico dei Lincei, dell’Accademia Medica di Roma e dell’Accademia delle Scienze di Bologna. Siede dal 2010 nel Consiglio scientifico della Enciclopedia Treccani e ha presieduto il Consiglio tecnico scientifico dell’Agenzia Spaziale Italiana. È attualmente membro del Consiglio Superiore di Sanità e del Comitato Nazionale per lo Sviluppo del Verde Pubblico Urbano (Ministero della Transizione Ecologica).
Autore di pubblicazioni scientifiche, ha collaborato con Il Manifesto, La Stampa, Il Messaggero, Linea d'ombra e altri periodici nazionali. 
Ha ricevuto il premio “G.B. Grassi” dell'Accademia dei Lincei, la Medaglia Anokin dell'Accademia russa delle scienze mediche e, nel 2013, il premio Masaniello - Napoletani Protagonisti, nella categoria "scienze".  Attualmente collabora, con incarico formale, presso il Centro di Riferimento per le Scienze Comportamentali e la Salute Mentale, Istituto Superiore di Sanità, per l'attività di formazione rivolta ai giovani ricercatori e supporto alle attività editoriali della rivista Annali Iss.
È membro della Giuria per il conferimento del premio UNESCO – L'Oréal Italia: XIII, XIV e XV Edizione; Premio “L'Oréal Italia per le donne e la Scienza”, nell'ambito del progetto internazionale L'Oréal UNESCO “For Women in Science”.
Dal 2020 è membro del Comitato Scientifico del Progetto per la sostenibilità della Basilica e della Fabbrica di San Pietro.

## Pubblicazioni
- Enrico Alleva, Il tacchino termostatico, Theoria, 1990
- Enrico Alleva, Nicoletta Tiliacos, Consigli a un giovane etologo, Costa&Nolan, 1994
- Enrico Alleva, La mente animale, Einaudi, 2007